# 유영환 (성우)
유영환(1953년 1월 19일 ~ )은 대한민국의 성우이다. 1979년 TBC에 입사했으며, 언론통폐합으로 현재는 KBS 15기로 분류된다. 한국방송 성우극회 소속.

## 주요 출연작품

### 애니메이션
- 밀림의 왕 레오 (KBS)
- 말괄량이 앤지 (KBS)
- 태양의 기사 피코 (KBS)

### 애니메이션 영화
- 산타클로스(영어판) (KBS)
- 마지막 유니콘 (SBS)

### 영화
- 미션 (SBS) - 장교(라파엘 카메라노)
- 행복을 파는 기계 (KBS)
- 라스트 액션 히어로 (SBS)
- 라이어 라이어 (KBS) - 프레드(안소니 리)
- 복수의 실락원 (KBS)
- 페어 게임 (SBS)
- 에너미 오브 스테이트 (KBS) - 자비츠(제이슨 리) / 핀테로(톰 시즈모어)
- 성월동화 (KBS) - 진 두목
- 로봇인간 칩 (KBS) - 밀러(마이클 러셀)
- 장미의 전쟁 (KBS)
- 포레스트 검프 (KBS) - 미식축구 감독(소니 쉬로어) / 운전사(루스 윌슨)
- 식스맨 (KBS)
- 스트리트 파이터 (KBS)
- 말콤X (KBS)
- 전선 위의 참새 (KBS)
- 옥시즌 (KBS)
- 아빠수업 (KBS)
- 취권 2 (SBS) - 노동자(이승한)
- 포트리스 (KBS)
- 7월의 축제 (KBS) - 벤 (톰 벨)
- 토파즈 (KBS) - 무노즈
- 굿모닝 베트남 (KBS) - 노엘(랄프 타바킨) / 할아버지
- 프로텍터 (KBS)
- 다이하드 (SBS) - 한스의 부하(브루노 도욘) / 경찰
- 맬리스 (KBS)
- 레옹 (KBS) - 마틸다의 아빠(마이클 바달루코) / 레옹의 택시 운전 기사(스튜어트 루딘)
- 하이랜더 (KBS)
- 매드 맥스 2 (KBS) - 파파갈로(마이클 프레스턴)
- 그들만의 리그 (KBS) - 도니스의 아버지(에드 퀸)
- 클루트 (KBS) - 톰 (로버트 밀리)
- 7일간의 사랑 (SBS)
- 숲 속의 눈동자 (KBS)
- 유니버셜 솔저 (KBS) - 루크의 아버지(랜드 하워드) / 호텔 주인(로버트 트레버)
- 원초적 무기 (SBS)
- 마지막 보이스카웃 (KBS) - 켈시(첼시 로스)
- 로렌조 오일 (KBS)
- 신 철마류 (KBS)
- 길 (KBS)
- 바하마의 별 (KBS)
- 25시의 추적 (KBS)
- 더티 댄싱 (SBS) - 스탠(웨인 나이트)
- 라이언하트(KBS) - 군인(스티브 로스)
- 무기여 잘 있거라(KBS) - 군인(로버트 코테리오)
- 사막의 천사 제씨 (KBS) - 해리스(리처드 글로버)
- 에딘버러시의 영웅(KBS) - 군인(버논 다우닝)
- 스미스씨 워싱턴에 가다(KBS) - 쿡(딕 엘리어트) / 의원(포터 홀)
- 수퍼캅 (SBS) - 사장의 부하(오타비아노 델라쿠아)
- 여인의 초상 (KBS) - 케네디(아서 스페이스)
- 길 (SBS) - 술집 남성(구스타보 조르지)
- 제니의 초상 (KBS) - 거스(데이비드 웨인)
- 제네비에브 (KBS) - 남성(마이클 메드윈)
- 39계단 (KBS) - 경찰관(세인트 비숍)
- 특공대작전 (KBS) - 킨더(랠프 미커) / 엠브러스터(조지 케네디)

### 외화
- 강호풍운록 (KBS)
- 천사들의 합창 (KBS)

### 방송
- KBS 무대 10년(아빠하고 나하고) (KBS 제2라디오)